# Копальня Конфесіонаріос
Копальня Конфесіонаріос (Confesionarios) – колишній гірничодобувний майданчик на півдні Іспанії в провінції Уельва. Також відомий як Las Herrerías de los Confesionarios.
В 1880 – 1881 році англійці, що вели пошуки мідних покладів, провели на місце майбутньої копальні розвідувальне буріння до глибини у 60 метрів, проте результати не задовольнили їх з огляду на низький вміст міді. Втім, вже у 1886 році тут організували видобуток піриту, що до останньої третини 20 століття бу головним джерелом отримання сульфатної кислоти. Первісно проектом опікувалась Compagnie des Mines de Cuivre d'Aguas Teñidas, а з 1899-го він перейшов до Sociedad Francesa de Piritas de Huelva (обидві компанії були створені французьким капіталом).
Зазвичай зазначається, що розробка велась з використанням кар’єру. В той же час, є відомості, що застосовувався метод «glory hole» ( «underground block cave»), за яким підрите масивне рудне тіло руйнується під власною вагою та осідає, при цьому через задалегідь підготовані виробітки відбувається вибірка руди. Таким чином, наразі залитий водою кар’єр діаметром біля двох сотень метрів та глибиною біля вісьмидесяти метрів щонайменше частково утворився унаслідок осідання породи у «glory hole».
Вагонетки з рудою підкочували до вертикального шахтного стовбуру, через який їх підіймали лебідкою. Після цього локомотив вивозив їх по тунелю і далі до залізничної станції, де відбувалось перевантаження у вагони залізниці, що доправляла пірити для експорту через порт Уельви до Франції. Наразі збереглась висока труба, споруджена для забезпечення гарної вентиляції від наслідків роботи парових двигунів лебідки та локомотивів.
В 1900 році роробку родовища припинили через вичерпання запасів. 
Можливо також відзначити, що майже через століття менш ніж за три кілометра на південний схід почав роботу потужний рудник Агуас-Тенідас.